# Masanaga Kageyama
Masanaga Kageyama (影山雅永?, Kageyama Masanaga; Iwaki, 23 maggio 1967) è un allenatore di calcio ed ex calciatore giapponese, di ruolo difensore.

## Carriera

### Calciatore
Ha militato dal 1990 al 1994 nel JEF United. Nel 1995 passa all'Urawa Reds e l'anno seguente nel Brummell Sendai.

### Allenatore
Dal 2006 al 2007 siede sulla panchina della Nazionale di calcio di Macao. Nel 2008 guida la rappresentativa under-16 di Singapore nell'AFF U-16 Youth Championship 2008, ove ottiene il quarto posto finale.
Nel 2009 torna in patria, per divenire vice-allenatore del Fagiano Okayama, di cui diverrà allenatore titolare dall'anno seguente.